# Dicranota squarrosa
Dicranota squarrosa är en tvåvingeart som beskrevs av Evgenyi Nikolayevich Savchenko 1976. Dicranota squarrosa ingår i släktet Dicranota och familjen hårögonharkrankar. Inga underarter finns listade i Catalogue of Life.